# Screen Actors Guild
O Screen Actors Guild (SAG) é um sindicato que representa mais de 120 mil actores dos Estados Unidos da América. O sindicato garante aos seus membros condições de trabalho seguras, um salário mínimo nas produções da União (aproximadamente 1620 dólares por semana), e trata dos pagamentos residuais. Desde 1995, o sindicato nomeia membros para os Prémios Screen Actors Guild.

## História
Em 1925, um grupo de atores descontentes com a quantidade de horas de trabalho que os estúdios exigiam, formou o Masquers Club. Aderiram especialmente atores que devido à Grande Depressão ficaram sem emprego.
Esta foi uma das maiores preocupações que levou à criação do Screen Actors Guild em 1933. Outra preocupação foi o fato de a Academy of Motion Picture Arts and Sciences, só aceitar atores e produtores que fossem convidados por membros.
Uma reunião em Março de 1933 entre seis atores começou com isto tudo: Berton Churchill,  Charles Miller, Grant Mitchell, Ralph Morgan, Alden Gay, e Kenneth Thomson.  Três meses mais tarde, três dos seis e dezoito outros tornaram-se nos primeiros diretores do Conselho: Ralph Morgan (o primeiro presidente), Alden Gay, Kenneth Thomson, Alan Mowbray (que financiou a organização no início pessoalmente), Leon Ames,  Tyler Brooke, Clay Clement, James Gleason, Lucile Webster Gleason, Boris Karloff, Claude King,  Noel Madison, Reginald Mason, Bradley Page, Willard Robertson, Ivan Simpson, C. Aubrey Smith, Charles Starrett, Richard Tucker, Arthur Vinton, and Morgan Wallace.
Entre os atores conhecidos por apoiarem logo de início o SAG contam-se Edward Arnold, Humphrey Bogart, James Cagney, Dudley Digges, Porter Hall, Paul Harvey, Jean Hersholt, Russell Hicks, Murray Kinnell, Gene Lockhart, Fredric March, Adolphe Menjou, Chester Morris, Jean Muir, George Murphy, Erin O'Brien-Moore, Irving Pichel, Dick Powell, Edward G. Robinson, Edwin Stanley, Gloria Stuart, Franchot Tone, Warren William, e Robert Young.

## Joias/tarifas
A tarifa para se filiar no SAG é de 1 432,00 dólares e os primeiros pagamentos semi-anuais (semestrais) de 50 dólares. Fora da Califórnia as joias (taxas de filiação) podem ser menores. Os pagamentos iniciais são de 100 dólares, pagos em duas prestações de 50 dólares, mais 1,85% do salário do actor, desde que seja de até 200 000 dólares americanos. Se o salário do actor for acima dessa quantia então a percentagem é baseada no escalão (nível) do seu salário. Os actores que pararem de pagar sem terem tirado uma licença terão de entrar de novo para o SAG fazendo um novo pedido de filiação e pagar as joias iniciais.

## Presidentes do Screen Actors Guild
- (1933, 1938-1940) Ralph Morgan
- (1933-1935) Eddie Cantor
- (1935-1938, 1946-1947) Robert Montgomery
- (1940-1942) Edward Arnold
- (1942-1944) James Cagney
- (1944-1946) George Murphy
- (1947-1952, 1959-1960) Ronald Reagan
- (1952-1957) Walter Pidgeon
- (1957-1958) Leon Ames
- (1958-1959) Howard Keel
- (1960-1963) George Chandler
- (1963-1965) Dana Andrews
- (1965-1971) Charlton Heston
- (1971-1973) John Gavin
- (1973-1975) Dennis Weaver
- (1975-1979) Kathleen Nolan
- (1979-1981) William Schallert
- (1981-1985) Edward Asner
- (1985-1988) Patty Duke
- (1988-1995) Barry Gordon
- (1995-1999) Richard Masur
- (1999-2001) William Daniels
- (2001-2005) Melissa Gilbert
- (2005-) Alan Rosenberg